# Monopis trimaculella
Monopis trimaculella är en fjärilsart som beskrevs av Pieter Cornelius Tobias Snellen 1885. Monopis trimaculella ingår i släktet Monopis och familjen äkta malar. Inga underarter finns listade i Catalogue of Life.